# Anomala caduca
Anomala caduca är en skalbaggsart som beskrevs av Ohaus 1915. Anomala caduca ingår i släktet Anomala och familjen Rutelidae. Inga underarter finns listade i Catalogue of Life.